# Landry Bender

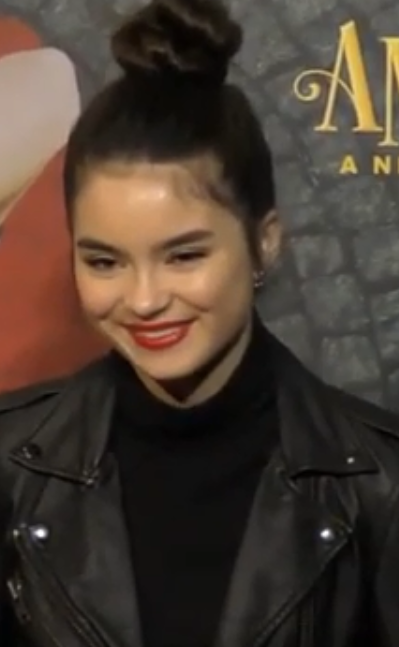
Landry Bender, 2016

Landry Bender (* 3. August 2000 in Chicago, Illinois) ist eine US-amerikanische Schauspielerin.

## Leben
Sie wurde bekannt durch ihre Rolle als Cleo in der Disney-XD-Serie Crash & Bernstein. 2011 hatte sie einen Auftritt im Film Bad Sitter. Von 2015 bis 2016 spielte sie in der Sitcom Best Friends – Zu jeder Zeit die Hauptrolle der Cyd, die zusammen mit ihrer besten Freundin Shelby (Lauren Taylor) durch die Zeit reisen kann.

## Filmografie (Auswahl)
- 2011: Bad Sitter (The Sitter)
- 2012–2014: Crash & Bernstein (Fernsehserie, 35 Episoden)
- 2014: Jake und die Nimmerland Piraten (Jake and the Never Land Pirates, Fernsehserie, Episode 3x11, Stimme)
- 2015: Lost in Oz (Fernsehfilm)
- 2015–2016: Best Friends – Zu jeder Zeit (Best Friends Whenever, Fernsehserie, 31 Episoden)
- 2015: Liv und Maddie (Liv and Maddie, Fernsehserie, Episode 3x04)
- 2017–2020: Fuller House (Fernsehserie, 16 Episoden)
- 2017–2019: Die Garde der Löwen (The Lion Guard, Fernsehserie, 27 Episoden, Stimme)
- 2019: Eine wie Alaska (Looking for Alaska, Fernsehserie, 8 Episoden)
- 2021: The Republic of Sarah (Fernsehserie, 10 Episoden)
- 2023: Pure O